# Oaxaca (stato)
L'Oaxaca (pronuncia [waˈxaka]) è uno stato del Messico meridionale, in gran parte situato a ovest dell'Istmo di Tehuantepec. Confina ad ovest con il Guerrero, a nord-ovest con il Puebla, a nord con il Veracruz, ad est con il Chiapas e a sud si affaccia sull'Oceano Pacifico e sul golfo di Tehuantepec. La sua capitale è la città di Oaxaca de Juárez dalla caratteristica architettura coloniale.

## Storia

### Periodo precolombiano 900 A.C. - 1500 D.C.
Questa regione (specialmente la valle di Oaxaca) è abitata fin dai tempi antichi dai Mixtechi, che ne occupano la parte occidentale, e dagli Zapotechi, che ne occupano la parte orientale.
Gli Aztechi chiamavano la zona Huaxyácac (pronuncia uascïàkak) che significa "Luogo degli alberi di Huaje".

### Periodo spagnolo XV - XVIII secolo
Gli spagnoli furono in grado di conquistare l'area solo nel 1521 e dopo aspre lotte.

### Messico indipendente - XIX secolo
Il 29 marzo del 1814 fu ripresa dai realisti sotto il comando del colonnello Melchor Álvarez e di un esercito di 2000 uomini, tra cui il battaglione di Saboya, ben ricevuto dalle autorità e dal popolo del paese di Oaxaca.
Immediatamente dopo la guerra di indipendenza messicana, Agustín de Iturbide con l'aiuto dei conservatori creò il Primo Impero messicano e sciolse il congresso e si proclamò imperatore del Messico, con il titolo di Agustin I.
Vari capi si opposero al regime, e a Oaxaca il generale Antonio de León, vecchio alleato di Iturbide, gli si oppose anche e insieme a Nicolás Bravo prese la città di Oaxaca.

### XX secolo
Porfirio Díaz realizzò numerose opere infrastrutturali: creò l'illuminazione a petrolio pubblica nella capitale dello stato, furono cablate 100 km di linea telegrafica, furono costruite linee ferroviarie (Da Coatzacoalcos a Salina Cruz e da Puebla a Oaxaca), fu edificata la scuola Normale e fu data spinta alle attività commerciali con il "Mercato di Oaxaca".

### I fatti di Oaxaca - XXI secolo
Nell'anno 2006 lo Stato di Oaxaca è stato al centro di una campagna di repressione che ha procurato morti, feriti, arresti. I fatti di Oaxaca hanno visto la costituzione dell'APPO, che raccoglie le diverse forze della società civile locale, impegnate nella difesa dei diritti sociali e civili.

## Geografia fisica

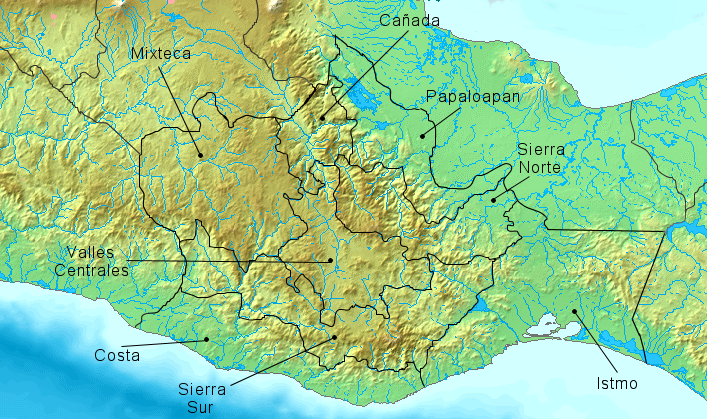
Mappa fisica dello stato suddivisa nelle sue regioni

Lo stato si trova a sud-est del territorio messicano. A nord è delimitato dagli stati di Veracruz e Puebla, a sud con l'oceano pacifico, a est con lo stato di Chiapas e ovest con Guerrero. Il territorio dello stato occupa come estensione il quinto posto a livello nazionale, mentre la sua densità è bassa comparata al livello nazionale.
Il suo clima può variare in maniera drastica nelle sue regioni. È uno degli stati più montagnosi del paese; nella regione si trovano le catene montuose della Sierra Madre Oriental, la Sierra Madre del Sur e la Sierra Atravesada.
Mentre le aree montuose si caratterizzano per le basse temperature, la regione del istmo, la valle stretta (soprattutto Cuicatlán) e della costa si caratterizzano per il clima caldo. Il fiume più importante è il Papaloapan, il quale ha come affluenti il Río Tonto, il Río Tomellín e il Río Santo Domingo.

## Divisione politico-amministrativa
Di seguito i distretti in cui è suddiviso lo stato con il numero di comuni, raccolti per divisione regionale.
- Región Costa
  - Pochutla (náhuatl): 14
  - Juquila (zapoteco:Escuhué): 12

Divisioni regionali, distrettuali e municipali

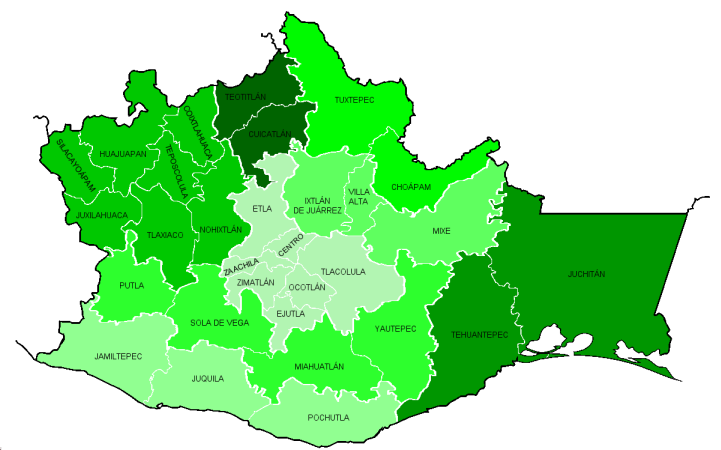
Distribuzione della popolazione per divisione regionale e distrettuale

  - Jamiltepec (mixteco: Casandó): 24
- Región Sierra Sur
  - Putla (mixteco: Ñuhunuma): 10
  - Sola de Vega (zapoteco: Huash): 16
  - Miahuatlán (zapoteco: Guiesdó): 32
  - Yautepec (zapoteco: Latzetzina): 12
- Región Istmo
  - Tehuantepec (zapoteco: Guisí o Guidxeguí): 19
  - Juchitán (zapoteco: Galahuiguichi): 22
  - Salina Cruz
- Región Sierra Norte
  - Mixe (mixe: Muycuxma): 17
  - Villa Alta (zapoteco: Luchiguizaa): 25
  - Ixtlán de Juárez (zapoteco: Ladxetsi): 26
- Región Cuenca del Papaloapan
  - Tuxtepec (chinanteco: Gueumaló o mazateco: Nachinxé): 14
  - Choapan (zapoteco: Guimbetsi): 6
- Región Cañada
  - Teotitlán (náhuatl): 25
  - Cuicatlán (mixteco: Yabahaco): 20
- Región Mixteca
  - Nochixtlán (mixteco: Nuanduco) 32
  - Tlaxiaco (mixteco: Ndijiñu): 35
  - Juxtlahuaca (mixteco: Yosocui): 7
  - Silacayoapan (náhuatl): 19
  - Huajuapan (mixteco: Ñudee): 28
  - Coixtlahuaca (mixteco: Yodoco): 13
  - Teposcolula (mixteco: Yocundá): 21
- Valles Centrales
  - Etla (zapoteco: Lobaana): 23
  - Zaachila (zapoteco: Zaadxil): 6
  - Zimatlán (zapoteco: Guidxibui) 13
  - Ejutla (zapoteco: Lubisaa): 13
  - Ocotlán (zapoteco: Lachiroo o Latsi Xirooba): 20
  - Tlacolula (zapoteco: Guichiguiba): 25
  - Centro (zapoteco: Galahui): 21

## Società

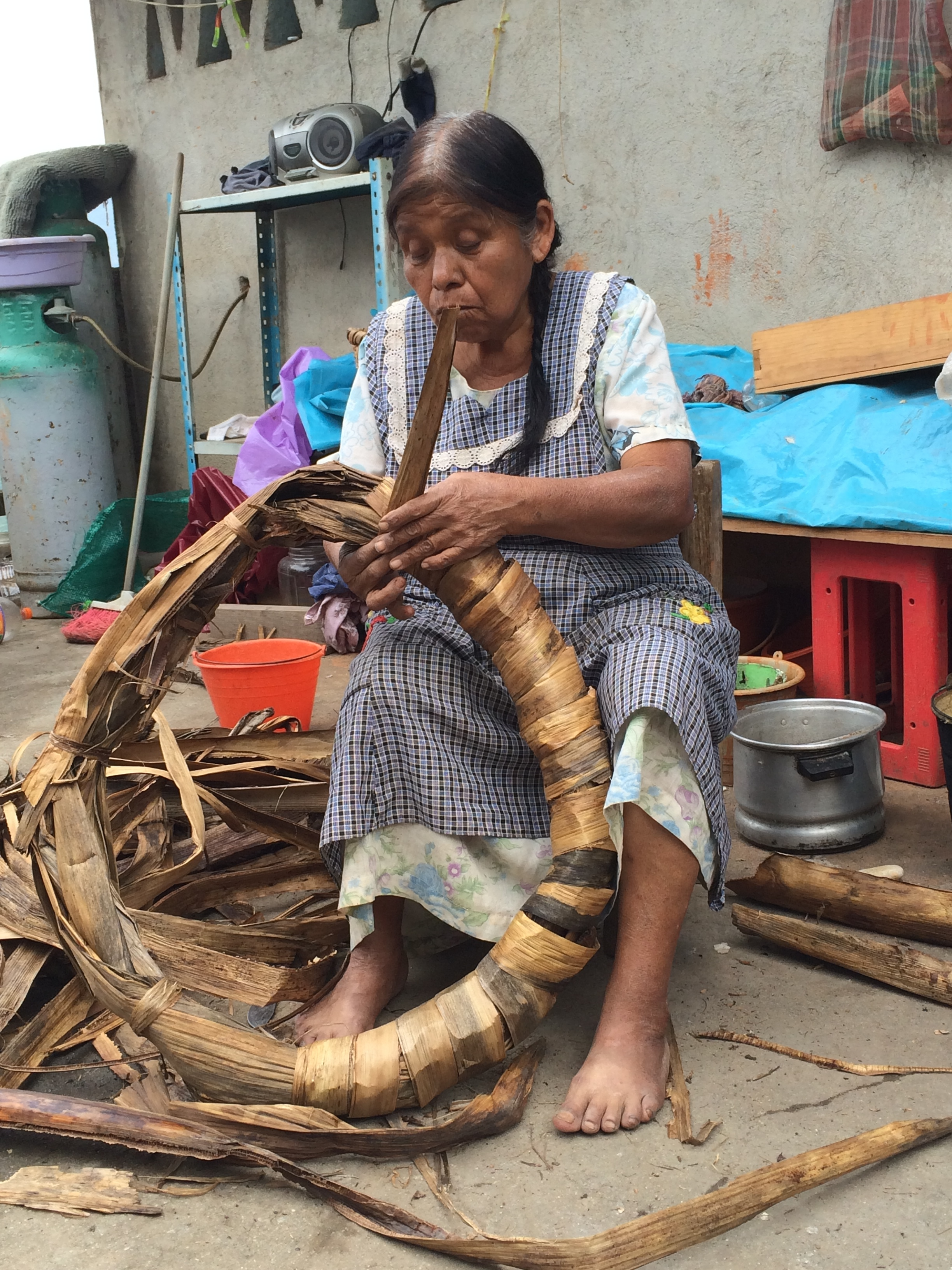
Donna che fa il panino di foglia di banana a Tavehua, Oaxaca.

### Lingue e dialetti
Oaxaca è lo stato messicano con maggior diversità linguistica, lo spagnolo è la lingua più parlata ed è usato anche come lingua franca.
Il Mixteco e lo zapoteco sono le altre lingue più parlate con un alto grado di bilinguismo.
Si parla poi il chinanteco, mixe, triqui, chontal, mazateco, ixcateco.

### Cucina
Lo stato di Oaxaca è anche il luogo in cui è nato e viene tuttora prodotto il cosiddetto Formaggio di Oaxaca, ritenuto uno dei formaggi migliori del mondo. Si tratta di un formaggio bianco, semiduro e con basso contenuto di grassi, con una pasta simile alla mozzarella.

## Economia
Lo stato contribuisce al Prodotto Interno Lordo del Messico con l'1,6%. La popolazione economicamente attiva è composta da 1 076 829 abitanti.
Le attività economiche principali sono quelle del settore terziario, i servizi finanziari e immobiliari ed il turismo. È inoltre la regione messicana più importante per la produzione del mescal, un'acquavite distillata dall'agave.